# Віла-Кова (Барселуш)
Віла-Кова (порт. Vila Cova; МФА: [ˈvi.ɫɐ ˈko.vɐ]) — парафія в Португалії, у муніципалітеті Барселуш. Розташована в північно-західній частині країни, на теренах історичної португальської провінції Дору-Міню. Входить до складу округу Брага. За адміністративним поділом, чинним до 1976 року, терени парафії були складовою провінції Міню. Належить до Бразької архідіоцезії Католицької церкви. Патрон — Діва Марія. Площа — 12,4547 км². Населення — 2026 ос. (2011). Слабо урбанізований регіон. Густота населення — 162,67 осіб/км²
. Код — 030286.

## Населення
| Кількість мешканців | Кількість мешканців | Кількість мешканців | Кількість мешканців | Кількість мешканців | Кількість мешканців | Кількість мешканців | Кількість мешканців | Кількість мешканців | Кількість мешканців | Кількість мешканців | Кількість мешканців | Кількість мешканців | Кількість мешканців | Кількість мешканців |
| ------------------- | ------------------- | ------------------- | ------------------- | ------------------- | ------------------- | ------------------- | ------------------- | ------------------- | ------------------- | ------------------- | ------------------- | ------------------- | ------------------- | ------------------- |
| 1864                | 1878                | 1890                | 1900                | 1911                | 1920                | 1930                | 1940                | 1950                | 1960                | 1970                | 1981                | 1991                | 2001                | 2011                |
| 1 278               | 1 090               | 1 313               | 1 224               | 1 293               | 1 266               | 1 454               | 1 620               | 1 793               | 1 784               | 1 918               | 2 123               | 2 100               | 1 970               | 2 026               |